# Penny Lancaster
Penelope Claire Lancaster (15 de março de 1971) é uma modelo e personalidade da televisão britânica. Ela é casada com o cantor de rock Rod Stewart. Em 2014, entrou no programa Loose Women, transmitido na ITV.

## Primeiros anos
Lancaster nasceu em Chelmsford, Essex, Inglaterra, em 15 de março de 1971, filha de Graham e Sally. Ela tem um irmão chamado Oliver. Aos seis anos de idade, começou a dançar, incluindo sapateado, balé e dança moderna. Aos 16 anos, desistiu por causa de sua altura e decidiu que aeróbica seria mais adequada ao seu corpo, e seis anos depois se tornou uma personal trainer certificada. Nessa época foi descoberta por um olheiro, que sugeriu que ela deveria considerar uma carreira de modelo. Lancaster sofre de uma doença crônica de suor chamado hiperidrose.

## Carreira
No final da década de 1990, Lancaster decidiu aprender sobre os bastidores da modelagem e começou a fazer aulas de fotografia. Em 2002, assinou contrato para ser o rosto da marca de lingerie de grife Ultimo por £ 200.000. Embora ela tenha tido sucesso na promoção da marca, aumentando sua notoriedade especialmente no Reino Unido, o contrato não foi renovado dois anos depois. Ela foi substituída pela ex-esposa do seu então namorado Rod Stewart, Rachel Hunter. Lancaster logo assinou um acordo no valor de cinco vezes seu contrato na Ultimo com outra agência de modelos, a Elite New York. A decisão da Ultimo de substituí-la foi vista como um golpe publicitário, o que enfureceu Stewart, que descreveu a fundadora da Ultimo, Michelle Mone, como "manipuladora".
Em 15 de setembro de 2014, Lancaster foi anunciada como uma integrante ocasional no programa de bate-papo na hora do almoço Loose Women, transmitido pela ITV. Nas temporadas 20 e 21, começou a aparecer com mais regularidade, geralmente duas vezes por mês. No entanto, a partir da temporada 22, reduziu a frequência, fazendo um total de seis aparições. Isso foi seguido por mais dez aparições na temporada 23 e quatro na temporada 24. Em janeiro de 2018, participou de And They're Off!. Em janeiro de 2019, ela apareceu em um episódio do game show Celebrity Catchphrase. Em fevereiro do mesmo ano, esteve no Famous and Fighting Crime no Channel 4. Em 2021, Lancaster foi uma concorrente no Celebrity MasterChef da BBC. Ela chegou até as quartas de final.
Depois de aparecer no programa Famous and Fighting Crime, ela se juntou à polícia de Londres como policial especial voluntária. Em abril de 2021, ela concluiu seu treinamento para se tornar uma policial especial. Ela estava em funções policiais durante o funeral da rainha Elizabeth II e a coroação do rei Charles III. Em 2024, Rod Stewart acusou o apresentador do MasterChef, Gregg Wallace, de humilhar sua esposa quando ela apareceu no programa e de providenciar que a fala fosse cortado do programa exibido. A acusação foi feita após a emissora anunciar que estava verificando alegações contra Wallace de assédio sexual de mulheres no estúdio do MasterChef.

## Vida pessoal
Ao longo da década de 1990, Lancaster teve um relacionamento de longo prazo com o comerciante Mickey Sloan. Eles viveram em Bermudas de 1996 a 1998, mas se separaram em 1999. No mesmo ano, ela conheceu o cantor Rod Stewart quando ele concordou em deixá-la tirar fotos dele em turnê. Um romance logo se desenvolveu e eles começaram um namoro de sete anos. Lancaster deu à luz seu primeiro filho em 27 de novembro de 2005. Eles se casaram em 16 de junho de 2007 em La Cervara, perto de Portofino, Itália. Em 17 de fevereiro de 2011, foi anunciado que ela havia dado à luz seu segundo filho (o oitavo de Stewart).
Lancaster é embaixadora da Penny for London, uma instituição de caridade que ajuda jovens a escapar da pobreza, apoiada pela Northern & Shell (antiga empresa-mãe do Daily Express), Goldman Sachs, Barclaycard e VISA. Ela também é vice-presidente do Instituto Real para Pessoas Cegas. Aos 46 anos, Lancaster foi diagnosticada com dislexia.